# Chó Halls Heeler
Chó Halls Heeler là một giống chó được nuôi dưỡng bởi Thomas Simpson Hall với mục đích chăn gia súc trên các vùng đất rộng lớn của gia đình Hall ở tây bắc New South Wales vào thế kỷ 19. Trên Dartbrook Station, ở Upper Hunter Valley, Hall đã quyết định chọn lai giống các cho chó thuộc giống chó Northumberland Drover's (dòng giống Chó Border Collie) mà ông đã nhập khẩu, với các con chó thuộc dòng dõi Chó Dingo mà ông thuần hóa. Đến năm 1840, ông đã có được giống chó mà ông cần để kiểm soát gia súc trên những vùng đất lớn mà gia đình ông sở hữu và cho đến khi ông qua đời vào năm 1870, vài con chó giống này này được sở hữu và sử dụng bởi bất kỳ ai ngoài gia đình Hall và công nhân của họ. Tuy nhiên cái chết của Thomas Hall và sự tan vỡ của khối tài sản của Hall lại trùng hợp với sự phát triển của chương trình trình diễn chó và một sự quan tâm trong việc nuôi chó với các tiêu chí hoặc tiêu chuẩn cụ thể. Halls Heeler được phát triển thành hai giống chó hiện đại là Chó gia súc Úc và Chó gia súc Đuôi ngắn Úc. Tên của giống chó này có điểm đặc biệt đó là được đánh vần cả với dấu nháy đơn sở hữu, như là Hall's Heeler và không có, như cái tên Halls Heeler.

## Hậu duệ
Vào những năm 1890, những chú chó này đã thu hút sự chú ý của Câu lạc bộ Chó Chăn gia súc ở Sydney, một nhóm những người đàn ông với sự quan tâm trong việc thực hành mới nhằm tạo ta những giống chó có cạnh tranh phục vụ cho các chương trình trình diễn chó. Họ báo cáo đã sử dụng thuật ngữ Chó Chăn gia súc Úc để chỉ những con chó được nuôi từ dòng máu có nguồn gốc từ "giống chó Heeler" của Thomas Hall và các thành viên nổi bật của nhóm tập trung vào việc lai tạo những dòng này. Trong số những nhà lai tạo này, gia đình Bagust có ảnh hưởng nhất. Robert Kaleski đến từ Moorebank, tại thời điểm một cộng sự trẻ của Harry Bagust, lưu ý rằng vào năm 1893, các nhà tạo giống chó chăn nuôi đã bắt đầu "sửa chữa loại hình" nên ông đã xây dựng một tiêu chuẩn cho chúng dựa trên những dòng chó đó.
Chọn lọc sinh sản của những con chó được sinh ra hiện tượng cụt đuôi hoặc không có đuôi từ một số khoảng thời gian vào cuối thế kỷ 19 đã dẫn đến sự phát triển của giống Chó Chăn Gia súc Đuôi ngắn Úc. Chó Chăn Gia súc Đuôi ngắn Úc được công nhận bởi Câu lạc bộ Chó Chăn Gia súc Đuôi ngắn Úc của New South Wales và Hội đồng Chăm sóc Chó Quốc gia Úc trong Nhóm Chó lao động, và nó đã tạm thời được chấp nhận bởi Fédération Cynologique Internationale năm 2005, trong nhóm 1, Phần 2: Chó chăn nuôi (trừ chó chăn cừu Thụy Sĩ) là giống số 351.